# Wspólnota Kościoła Chrześcijan Baptystów w Gryfinie
Wspólnota Kościoła Chrześcijan Baptystów w Gryfinie – placówka Kościoła Chrześcijan Baptystów znajdujący się w Gryfinie, przy ulicy Flisaczej 43.
Nabożeństwa odbywają się w każdą niedzielę o godzinie 10:00.